# 오스틴 맥도널드
오스틴 맥도널드(Austin MacDonald, 1995년 7월 17일 ~ )는 캐나다의 배우, 텔레비전 배우이다.
미시소거에서 태어났다.

## 영화
- 히 네버 다이: 뱀파이어의 전설 (2015년)
- 지저스 헨리 크리스트 (2011년) - 브라이언 더 불리 역
- 잭 브룩스: 몬스터 슬레이어 (2007년)